# José Rosales
José Mario „Chema” Rosales Marroquín (ur. 24 czerwca 1993 w mieście Gwatemala) – gwatemalski piłkarz występujący na pozycji defensywnego pomocnika, reprezentant Gwatemali, od 2025 roku zawodnik Antigui GFC.

## Kariera klubowa
Rosales zaczynał grać w piłkę nożną jako siedmiolatek na ulicach dzielnicy Ciudad San Cristóbal w mieście Mixco, w aglomeracji stołecznego miasta Gwatemala. W wieku 13 lat dołączył do juniorskiej drużyny Gremio Cejusa, zaś trzy lata później do Club Juventud. Seniorską karierę rozpoczął w czwartoligowym Tipografía Nacional, by w 2015 roku trafić do drugoligowego Deportivo Mixco. Stamtąd przeszedł do występującego w najwyższej klasie rozgrywkowej Deportivo Malacateco, który walczył wówczas o utrzymanie. W gwatemalskiej Liga Nacional zadebiutował 17 lipca 2016 w wygranym 3:1 spotkaniu z Petapą. Następnie występował po pół roku kolejno w Xelajú MC, ponownie drugoligowym Mixco, a także w Deportivo Petapa. Równolegle ukończył studia inżynierskie na stołecznym Universidad de San Carlos.
W styczniu 2019 Rosales został graczem krajowego potentata CSD Municipal. Od razu został filarem drużyny i szybko objął rolę kapitana oraz stał się ulubieńcem kibiców. Wywalczył z Municipalem mistrzostwo Gwatemali (Apertura 2019) oraz wicemistrzostwo Gwatemali (Apertura 2020).

## Kariera reprezentacyjna
W seniorskiej reprezentacji Gwatemali Rosales zadebiutował za kadencji selekcjonera Waltera Claverí, 2 września 2016 w zremisowanym 2:2 spotkaniu z Trynidadem i Tobago w ramach eliminacji do Mistrzostw Świata w Rosji. Premierowego gola w drużynie narodowej strzelił 21 listopada 2019 w wygranym 8:0 meczu towarzyskim z Antiguą i Barbudą.